# Strophius fidelis
Strophius fidelis är en spindelart som beskrevs av Mello-Leitao 1929. Strophius fidelis ingår i släktet Strophius och familjen krabbspindlar. Inga underarter finns listade i Catalogue of Life.